# 佐賀県道254号今村枝去木線
佐賀県道254号今村枝去木線（さがけんどう254ごう いまむらえざるぎせん）は、佐賀県東松浦郡玄海町から唐津市に至る一般県道である。

## 概要
東松浦郡玄海町大字今村から唐津市枝去木に至る。

### 路線データ
- 起点：佐賀県東松浦郡玄海町大字今村（今村交差点、国道204号交点）
- 終点：佐賀県唐津市枝去木（石原交差点、佐賀県道23号唐津呼子線交点）

## 地理

### 通過する自治体
- 東松浦郡玄海町
- 唐津市

### 交差する道路
| 交差する道路           | 市町村名 | 市町村名 | 交差する場所 | 交差する場所      |
| ---------------------- | -------- | -------- | ------------ | ----------------- |
| 国道204号              | 東松浦郡 | 玄海町   | 大字今村     | 今村交差点 / 起点 |
| 佐賀県道47号肥前呼子線 | 東松浦郡 | 玄海町   | 大字有浦下   | 牟田交差点        |
| 佐賀県道23号唐津呼子線 | 唐津市   | 唐津市   | 枝去木       | 石原交差点 / 終点 |

### 沿線
- 浜野浦の棚田（起点付近）